# Загибель Отрара
«Загибель Отрара» (інша назва: «Тінь завойовника») — радянський двосерійний художній фільм 1991 року, знятий режисером Ардаком Аміркуловим на кіностудії «Казахфільм».

## Сюжет
Стародавній Отрар був колискою казахської цивілізації. На початку XIII століття місто вибороли війська Чингісхана, якому було на той час 64 роки. Драматичні долі героїв фільму майстерно переплітаються із вражаючими батальними сценами.

## У ролях
- Дохдурбек Кидиралієв — Унжу
- Тунгишбай Жаманкулов — Каїрхан, правитель держави кипчаків
- Болот Бейшеналієв — Чингісхан
- Абдурашид Махсудов — Мухаммедшах, правитель Хорезма
- Заурбій Зехов — Ялвач, купець
- Касим Жакібаєв — роль другого плану
- Сабіра Атаєва — Кулан
- Петро Морозов — роль другого плану
- Шаймерден Хакімжанов — роль другого плану
- Алі Тухужев — роль другого плану
- А. Ашиконов — роль другого плану
- Сурен Хугаєв — роль другого плану
- І. Арсеньєв — роль другого плану
- К. Заурбеков — роль другого плану
- Ю. Тую-Тянь — роль другого плану
- Дімаш Ахімов — роль другого плану
- Абдрашид Абдрахманов — роль другого плану
- Костянтин Бутаєв — роль другого плану
- Балтибай Сейтмамутов — роль другого плану
- М. Шаканов — роль другого плану
- Михайло Ан — епізод
- Маулен Халиков — епізод
- Рустем Тажибаєв — епізод
- Ісхар Хішанло — епізод
- Умірзак Шманов — епізод
- Турахан Садикова — епізод
- С. Абсалемова — епізод
- А. Аргінов — епізод
- А. Азімбаєва — епізод
- Куаниш Сакалов — епізод

## Знімальна група
- Режисер — Ардак Аміркулов
- Сценаристи — Олексій Герман, Світлана Кармаліта
- Оператори — Сапар Койчуманов, Аубакір Сулєєв
- Композитор — Куат Шильдебаєв
- Художники — Умірзак Шманов, Олександр Ророкін